# Monte Reixa
Il monte Reixa (pronuncia italiana /ˈrɛiza/, pronuncia ligure /ˈɾejʒa/) è un rilievo dell'Appennino ligure occidentale che si innalza alle spalle del litorale tra Genova Voltri e Arenzano. Su alcune carte topografiche, perseguendo una volontà di trasposizione dell'oronimo dalla lingua ligure a quella italiana, è indicato come monte Reisa.

## Caratteristiche
Sorge sullo spartiacque appenninico principale, al confine tra le province di Savona e Genova: la vetta è il punto incontro dei territori comunali di Genova, Arenzano e Sassello. Si tratta di un rilievo tondeggiante, poco prominente, a copertura prativa fino in vetta.
Dal punto di vista geologico, l'intera montagna appartiene al gruppo dei calcescisti con pietre verdi di Voltri, risalente al Giurassico-Cretaceo, ed in particolare al sottogruppo delle ofioliti di monte Beigua. Si tratta principalmente di serpentinite e serpentinoscisto (serpentine di Capanne di Marcarolo), con affioramenti di eclogiti anfiboliche, anfiboliti e prasiniti (anfiboliti eclogitiche di Vara) sul versante nord-occidentale.
La vetta occidentale del monte Reixa (1183 m s.l.m.) costituisce la massima elevazione sul livello medio del mare dei comuni di Genova ed Arenzano, e la vicina Rocca Vaccaria, 1166 metri, è anche il punto in cui la dorsale principale alpino-appenninica misura la minore distanza dalla linea di costa (circa 4,1 km in linea d'aria).
Dal suo versante settentrionale nasce il torrente Orba, principale affluente del fiume Bormida e subaffluente del Tanaro.
Il Reixa è incluso nel Parco naturale regionale del Beigua, il più esteso della Liguria.
Parte della sua dorsale è percorsa dalla strada del passo del Faiallo. Il passo è anche caposaldo di tappa dell'Alta via dei Monti Liguri, che passa a breve distanza dal Reixa senza però raggiungerne la vetta.

## Accesso alla vetta

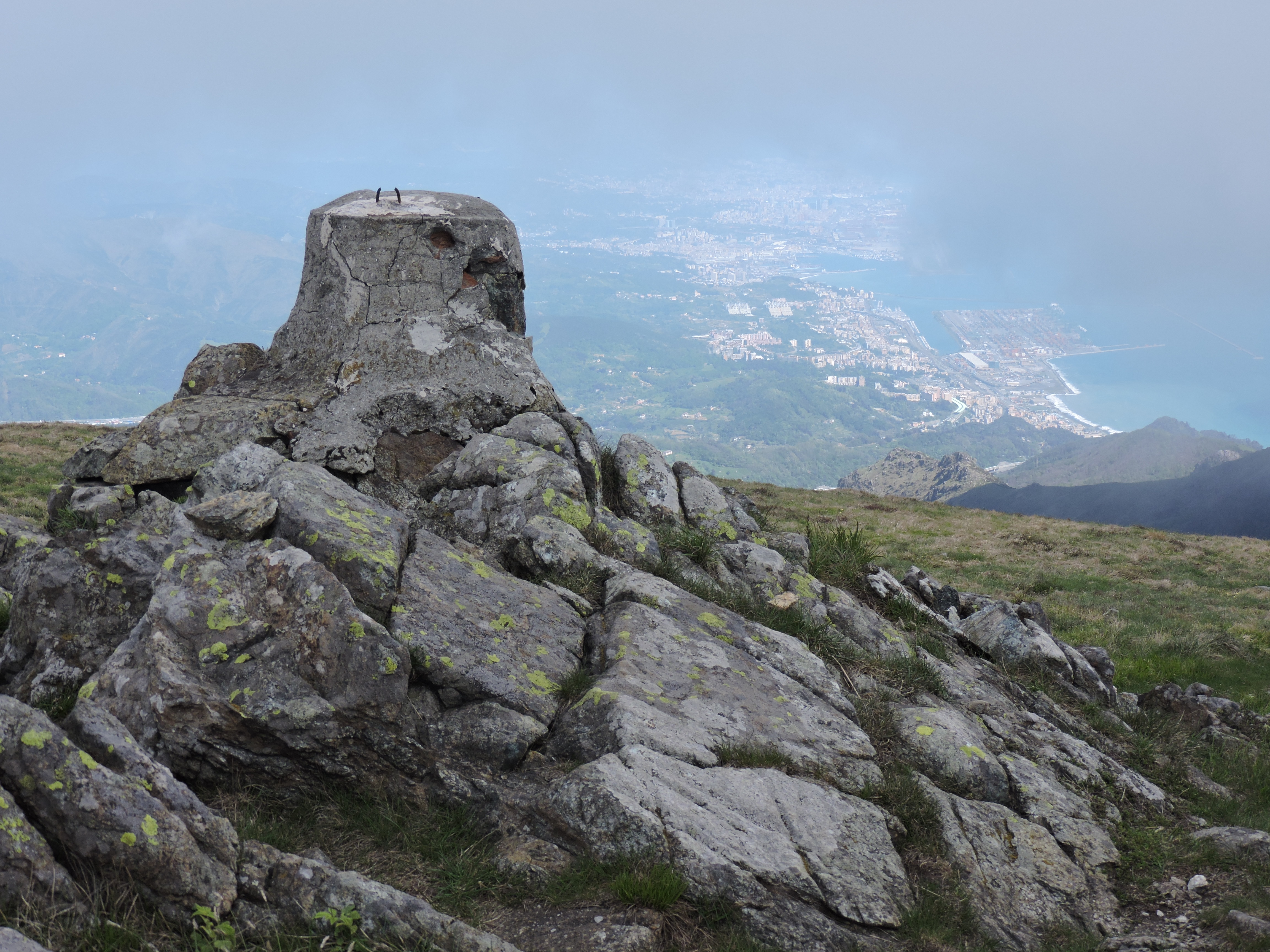
Il pilastrino di vetta e, sullo sfondo, il porto di Genova

Per le caratteristiche della montagna, l'accesso alla vetta del monte Reixa è un itinerario escursionistico senza particolari difficoltà.
La via di accesso più rapida è dal passo del Faiallo: la salita si sviluppa su evidente sentiero segnato, privo di difficoltà e richiede il superamento di soli 145 m di dislivello; il punto culminante si raggiunge in una mezzora. È possibile inserire la vetta del Reixa in itinerari più lunghi, ad anello, partendo da diverse località del comune di Genova (ad esempio Sambuco, Fabbriche o Crevari
) e percorrendo anche tratti dell'Alta Via.